# LeBaron Russell Briggs
LeBaron Russell Briggs (Salem, 11 de diciembre de 1855-Milwaukee, 24 de abril de 1934) fue un educador estadounidense. Fue nombrado primer decano masculino del Harvard College y posteriormente se desempeñó como decano de la facultad hasta su jubilación. Al mismo tiempo fue presidente de Radcliffe College y de la Asociación Nacional de Atletismo Universitario.

## Biografía

### Primeros años
Briggs nació en Salem, Massachusetts, el 11 de diciembre de 1855. Era hijo del ministro unitario George Ware Briggs y Lucia Jane (de soltera Russell) Briggs. Entre sus hermanos estaba el hermano George Russell Briggs.
Recibió los títulos AB (en 1875) y AM (en 1882) de la Universidad de Harvard.

### Carrera
Después de graduarse de Harvard, comenzó a enseñar allí; comenzó como profesor de griego antes de pasar al inglés y finalmente se convirtió en profesor de retórica de Boylston desde 1904 hasta 1925.
Fue nombrado decano de la Universidad de Harvard en 1891 (hasta 1902) y decano de la Facultad de Artes y Ciencias desde 1902 hasta su jubilación en 1925. Su nombramiento como decano de hombres fue el primer nombramiento de "personal estudiantil", que luego se convirtió en el catalizador del campo de Asuntos Estudiantiles en la educación superior.

#### Universidad Radcliffe
En 1903, sucedió a la cofundadora Elizabeth Cary Agassiz como segunda presidenta de Radcliffe College, que se había fundado como Sociedad para la Instrucción Colegiada de Mujeres en 1882 antes de convertirse en Radcliffe College en 1894. Durante su presidencia (que entonces era un puesto a tiempo parcial), la universidad compró la propiedad Greenleaf y construyó cinco nuevos dormitorios. También durante su mandato, el alumnado creció de menos de 500 en 1903 a más de 700 en 1923. La diversidad geográfica de los estudiantes también aumentó, y el número de estudiantes matriculados fuera de Massachusetts aumentó del 19 por ciento en 1903 al 33 por ciento en 1923.
Se desempeñó como presidente durante veinte años hasta 1923, cuando fue sucedido por Ada Louise Comstock, quien también se desempeñó como presidenta durante veinte años, de 1923 a 1943. Antes de que Briggs dejara el cargo, la administración de Radcliffe solicitó que Radcliffe se convirtiera en una universidad para mujeres dentro de Harvard, pero nuevamente fue rechazada. En su último informe presidencial, Briggs escribió: "Creo que, en última instancia, Radcliffe se convertirá en una universidad para mujeres en Harvard, pero que ninguna de las instituciones está todavía preparada para tal unión".
Después de retirarse de Radcliffe, escribió la novela Men, Women And Colleges, que fue publicada en 1925 por la Houghton Mifflin Company.

### Vida personal
En 1883, se casó con Mary Frances De Quedville (n. 1862) de Cambridge. Juntos, eran padres de tres hijos:
- John DeQuedville Briggs (1885–1965), que se casó con Marjorie Scott Winslow (1900–1994), hija de William Herman Winslow, en 1925.[9][10]
- Lucia Russell Briggs (1887–1960), quien fue presidenta del Milwaukee-Downer College durante treinta años.[11]
- LeBaron Russell Briggs Jr. (1895-1972), que se casó con Elizabeth Mason.[12]

Falleció el 24 de abril de 1934 en Milwaukee, Wisconsin, en la casa de su hija Lucía. Fue enterrado en el cementerio Oak Grove en Plymouth, Massachusetts, donde tenía una casa de verano.

## Legado
También fue administrador de la Escuela Middlesex, donde el dormitorio LeBaron Briggs House lleva su nombre, así como el Briggs Hall en la Cabot House de Harvard. Recibió títulos honoríficos de Harvard, Yale, Western Reserve University y Lafayette University.
Su homónimo náutico, el Clase Liberty LeBaron Russell Briggs, fue hundido con su cargamento de gas nervioso el 18 de agosto de 1970, como última entrega de un proyecto en el que Estados Unidos se deshizo de gran parte de su arsenal arrojándolo al mar.